# Ballspielverein Borussia 09 Dortmund 1969-1970
Questa voce raccoglie le informazioni riguardanti il Ballspielverein Borussia 09 Dortmund nelle competizioni ufficiali della stagione 1969-1970.

## Stagione
Nella stagione 1969-1970 il Borussia Dortmund, allenato da Hermann Lindemann, concluse il campionato di Bundesliga al 5º posto. In Coppa di Germania il Borussia Dortmund fu eliminato agli ottavi di finale dal Kickers Offenbach.

## Rosa
| N. |                       | Ruolo | Calciatore         |
| -- | --------------------- | ----- | ------------------ |
|    | Germania (bandiera)   | P     | Klaus Günther      |
|    | Germania (bandiera)   | P     | Jürgen Rynio       |
|    | Germania (bandiera)   | D     | Rudi Assauer       |
|    | Germania (bandiera)   | D     | Klaus Brakelmann   |
|    | Germania (bandiera)   | D     | Ferdinand Heidkamp |
|    | Germania (bandiera)   | D     | Alfred Kohlhäufl   |
|    | Germania (bandiera)   | D     | Wolfgang Paul      |
|    | Germania (bandiera)   | D     | Gerd Peehs         |
|    | Montenegro (bandiera) | D     | Branko Rašović     |
|    | Germania (bandiera)   | C     | Theo Bücker        |
|    | Germania (bandiera)   | C     | Dietmar Erler      |
|    | Germania (bandiera)   | C     | Hoppy Kurrat       |

| N. |                     | Ruolo | Calciatore         |
| -- | ------------------- | ----- | ------------------ |
|    | Germania (bandiera) | C     | Willi Neuberger    |
|    | Germania (bandiera) | C     | Theodor Rieländer  |
|    | Germania (bandiera) | C     | Wilhelm Sturm      |
|    | Germania (bandiera) | C     | Horst Trimhold     |
|    | Germania (bandiera) | A     | Karl-Heinz Artmann |
|    | Germania (bandiera) | A     | Jürgen Boduszek    |
|    | Germania (bandiera) | A     | Reinhard Fabisch   |
|    | Germania (bandiera) | A     | Helmut Heeren      |
|    | Germania (bandiera) | A     | Sigfried Held      |
|    | Germania (bandiera) | A     | Jürgen Schütz      |
|    | Germania (bandiera) | A     | Werner Weist       |
|    | Germania (bandiera) | A     | Reinhold Wosab     |

## Organigramma societario
Area tecnica
- Allenatore: Hermann Lindemann
- Allenatore in seconda:
- Preparatore dei portieri:
- Preparatori atletici:

## Calciomercato

### Sessione estiva
| Acquisti | Acquisti           | Acquisti           | Acquisti |
| R.       | Nome               | da                 | Modalità |
| -------- | ------------------ | ------------------ | -------- |
| A        | Jürgen Boduszek    | Eintracht Dortmund |          |
| C        | Theo Bücker        | SV Hüsten 09       |          |
| D        | Ferdinand Heidkamp | Kickers Offenbach  |          |
| D        | Alfred Kohlhäufl   | Jahn Ratisbona     |          |
| D        | Branko Rašović     | Partizan           |          |
| P        | Jürgen Rynio       | Norimberga         |          |
| A        | Jürgen Schütz      | Monaco 1860        |          |

| Cessioni | Cessioni         | Cessioni     | Cessioni |
| R.       | Nome             | a            | Modalità |
| -------- | ---------------- | ------------ | -------- |
| D        | Klaus Beckfeld   | Karlsruhe    |          |
| A        | Lothar Emmerich  | Beerschot    |          |
| D        | Friedhelm Groppe | Karlsruhe    |          |
| A        | Josef Hofmeister | Darmstadt    |          |
| C        | Fritz Lehmann    | Osnabrück    |          |
| A        | Walter Szaule    | Karlsruhe    |          |
| P        | Bernhard Wessel  | VfL Schwerte |          |

## Risultati

### Bundesliga

#### Girone di andata
| Arbitro: | Riegg |

|                                     |           |                     |
| Loof 39’ Brune 64’, 87’ Bandura 69’ | Marcatori | 79’ Erler 89’ Wosab |

| Arbitro: | Fritz |

|                      |           |            |
| Schütz 43’ Wosab 74’ | Marcatori | 70’ Seeler |

| Arbitro: | Frickel |

|                             |           |            |
| Kobluhn 63’ Krauthausen 79’ | Marcatori | 72’ Schütz |

| Arbitro: | Basedow |

|           |           |             |
| Weist 65’ | Marcatori | 37’ Pirkner |

| Arbitro: | Fritz |

|                                         |           |  |
| Pumm 13’ Brenninger 53’ Beckenbauer 86’ | Marcatori |  |

| Arbitro: | Siebert |

|                |           |            |
| Weist 61’, 89’ | Marcatori | 41’ Kaiser |

| Arbitro: | Schäfer |

|                          |           |  |
| Heese 37’ Hölzenbein 48’ | Marcatori |  |

| Arbitro: | Schulz |

|                                                  |           |               |
| Weist 35’, 51’ Schütz 53’ Kohlhäufl 57’ Held 87’ | Marcatori | 26’ Friedrich |

| Arbitro: | Schröck |

|                                             |           |           |
| Held 29’ Schütz 40’ Neuberger 58’ Weist 77’ | Marcatori | 8’ Littek |

| Arbitro: | Binder |

|          |           |           |
| Weiß 39’ | Marcatori | 52’ Wosab |

| Arbitro: | Riegg |

|                            |           |            |
| Held 17’ Schütz 57’ (aut.) | Marcatori | 23’ Lorenz |

| Arbitro: | Aldinger |

|  |           |               |
|  | Marcatori | 88’ Neuberger |

| Arbitro: | Ott |

|                                       |           |             |
| Wosab 52’ (rig.) Weist 55’ Kurrat 73’ | Marcatori | 33’ Fischer |

| Arbitro: | Heumann |

|                                                       |           |           |
| Hermandung 38’ Ionescu 59’ (rig.) Hoffmann 84’ (rig.) | Marcatori | 80’ Weist |

| Dortmund 5 dicembre 1969, ore 20:00 CET 15ª giornata | Borussia Dortmund | 0 – 0 referto | Hertha Berlino | Stadio Rote Erde (25 000 spett.)\| Arbitro: \| Picker \| |
| Arbitro:                                             | Picker            |               |                |                                                          |

| Arbitro: | Linn |

|                    |           |                   |
| Gress 26’ Haug 89’ | Marcatori | 76’ (aut.) Feller |

| Arbitro: | Redelfs |

|           |           |  |
| Weist 51’ | Marcatori |  |

#### Girone di ritorno
| Arbitro: | Regely |

|                          |           |              |
| Neuberger 58’ Schütz 67’ | Marcatori | 34’ Heynckes |

| Arbitro: | Binder |

|                                         |           |                                       |
| Hellfritz 2’, 74’ Zaczyk 63’ Seeler 75’ | Marcatori | 22’ Schütz 38’ Weist 48’ (aut.) Nogly |

| Arbitro: | Aldinger |

|                                   |           |                                 |
| Neuberger 26’ Weist 39’ Wosab 79’ | Marcatori | 69’ (rig.) Kobluhn 80’ Fritsche |

| Arbitro: | Heckeroth |

|              |           |           |
| Wittkamp 14’ | Marcatori | 77’ Weist |

| Arbitro: | Ott |

|          |           |                     |
| Held 47’ | Marcatori | 1’, 51’, 89’ Müller |

| Arbitro: | Binder |

|                                              |           |                      |
| Sieloff 21’ Netzer 34’ Laumen 38’ Köppel 53’ | Marcatori | 52’ Schütz 73’ Weist |

| Arbitro: | Fuchs |

|                                |           |            |
| Wosab 36’ (rig.) Neuberger 79’ | Marcatori | 33’ Nickel |

| Arbitro: | Riegg |

|                             |           |                     |
| Geisert 11’ (rig.) Ripp 81’ | Marcatori | 15’ Wosab 89’ Weist |

| Arbitro: | Schulenburg |

|                          |           |                                  |
| Peitsch 7’ Beer 37’, 45’ | Marcatori | 8’ Heeren 43’ Weist 83’ Heidkamp |

| Arbitro: | Seiler |

|                      |           |                      |
| Schütz 54’ Weist 63’ | Marcatori | 82’ Ulsaß 86’ Lorenz |

| Arbitro: | Aldinger |

|            |           |                             |
| Lorenz 33’ | Marcatori | 41’ Trimhold 62’, 80’ Weist |

| Arbitro: | Bonacker |

|                                   |           |           |
| Wosab 73’ Weist 79’ Neuberger 80’ | Marcatori | 89’ Budde |

| Arbitro: | Ohmsen |

|                                |           |  |
| Keller 35’ Kohlars 48’ Lex 75’ | Marcatori |  |

| Arbitro: | Hennig |

|                                  |           |            |
| Wosab 2’ Neuberger 13’ Weist 21’ | Marcatori | 39’ Walter |

| Arbitro: | Fritz |

|                                                                         |           |              |
| Horr 1’, 21’ Gayer 3’, 26’, 45’, 49’ Brungs 37’ Wild 65’ Bredenfeld 88’ | Marcatori | 80’ Boduszek |

| Dortmund 30 aprile 1970, ore 15:30 CET 33ª giornata | Borussia Dortmund | 0 – 0 referto | Stoccarda | Stadio Rote Erde (5 000 spett.)\| Arbitro: \| Conrad \| |
| Arbitro:                                            | Conrad            |               |           |                                                         |

| Arbitro: | Geng |

|                                             |           |                         |
| Rupp 21’, 34’ Thelen 51’ Löhr 59’ Flohe 65’ | Marcatori | 54’ Trimhold 83’ Heeren |

### Coppa di Germania
| Arbitro: | Schmidt |

|                 |           |                                |
| Bauerkämper 53’ | Marcatori | 33’ (rig.) Neuberger 86’ Peehs |

| Arbitro: | Basedow |

|                                  |           |          |
| Kremers 112’ (rig.) Schmidt 118’ | Marcatori | 94’ Held |

## Statistiche

### Statistiche di squadra
| Competizione      | Punti | In casa | In casa | In casa | In casa | In casa | In casa | In trasferta | In trasferta | In trasferta | In trasferta | In trasferta | In trasferta | Totale | Totale | Totale | Totale | Totale | Totale | DR |
| Competizione      | Punti | G       | V       | N       | P       | Gf      | Gs      | G            | V            | N            | P            | Gf           | Gs           | G      | V      | N      | P      | Gf     | Gs     | DR |
| ----------------- | ----- | ------- | ------- | ------- | ------- | ------- | ------- | ------------ | ------------ | ------------ | ------------ | ------------ | ------------ | ------ | ------ | ------ | ------ | ------ | ------ | -- |
| Bundesliga        | 36    | 17      | 12      | 4       | 1       | 36      | 18      | 17           | 2            | 4            | 11           | 24           | 49           | 34     | 14     | 8      | 12     | 60     | 67     | -7 |
| Coppa di Germania | -     | 0       | 0       | 0       | 0       | 0       | 0       | 2            | 1            | 0            | 1            | 3            | 3            | 2      | 1      | 0      | 1      | 3      | 3      | 0  |
| Totale            | 36    | 17      | 12      | 4       | 1       | 36      | 18      | 19           | 3            | 4            | 12           | 27           | 52           | 36     | 15     | 8      | 13     | 63     | 70     | -7 |

### Andamento in campionato
| Giornata  | 1  | 2  | 3  | 4  | 5  | 6  | 7  | 8  | 9 | 10 | 11 | 12 | 13 | 14 | 15 | 16 | 17 | 18 | 19 | 20 | 21 | 22 | 23 | 24 | 25 | 26 | 27 | 28 | 29 | 30 | 31 | 32 | 33 | 34 |
| --------- | -- | -- | -- | -- | -- | -- | -- | -- | - | -- | -- | -- | -- | -- | -- | -- | -- | -- | -- | -- | -- | -- | -- | -- | -- | -- | -- | -- | -- | -- | -- | -- | -- | -- |
| Luogo     | T  | C  | T  | C  | T  | C  | T  | C  | C | T  | C  | T  | C  | T  | C  | T  | C  | C  | T  | C  | T  | C  | T  | C  | T  | T  | C  | T  | C  | T  | C  | T  | C  | T  |
| Risultato | P  | V  | P  | N  | P  | V  | P  | V  | V | N  | V  | V  | V  | P  | N  | P  | V  | V  | P  | V  | N  | P  | P  | V  | N  | N  | N  | V  | V  | P  | V  | P  | N  | P  |
| Posizione | 15 | 10 | 13 | 14 | 17 | 13 | 14 | 11 | 9 | 10 | 9  | 5  | 4  | 6  | 6  | 6  | 6  | 5  | 5  | 5  | 5  | 5  | 7  | 5  | 5  | 5  | 5  | 5  | 5  | 5  | 5  | 5  | 5  | 5  |

Legenda:

Luogo: C = Casa; T = Trasferta. Risultato: V = Vittoria; N = Pareggio; P = Sconfitta.

### Statistiche dei giocatori
| Giocatore     | Bundesliga | Bundesliga | Bundesliga  | Bundesliga | Coppa di Germania | Coppa di Germania | Coppa di Germania | Coppa di Germania | Totale   | Totale | Totale      | Totale     |
| Giocatore     | Presenze   | Reti       | Ammonizioni | Espulsioni | Presenze          | Reti              | Ammonizioni       | Espulsioni        | Presenze | Reti   | Ammonizioni | Espulsioni |
| ------------- | ---------- | ---------- | ----------- | ---------- | ----------------- | ----------------- | ----------------- | ----------------- | -------- | ------ | ----------- | ---------- |
| H. Andree     | 0          | 0          | 0           | 0          | 0                 | 0                 | 0                 | 0                 | 0        | 0      | 0           | 0          |
| K. Artmann    | 3          | 0          | 0           | 0          | 0                 | 0                 | 0                 | 0                 | 3        | 0      | 0           | 0          |
| R. Assauer    | 20         | 0          | 0           | 0          | 1                 | 0                 | 0                 | 0                 | 21       | 0      | 0           | 0          |
| J. Boduszek   | 3          | 1          | 0           | 0          | 0                 | 0                 | 0                 | 0                 | 3        | 1      | 0           | 0          |
| K. Brakelmann | 16         | 0          | 0           | 0          | 0                 | 0                 | 0                 | 0                 | 16       | 0      | 0           | 0          |
| T. Bücker     | 4          | 0          | 0           | 0          | 0                 | 0                 | 0                 | 0                 | 4        | 0      | 0           | 0          |
| D. Erler      | 10         | 1          | 0           | 0          | 0                 | 0                 | 0                 | 0                 | 10       | 1      | 0           | 0          |
| R. Fabisch    | 0          | 0          | 0           | 0          | 0                 | 0                 | 0                 | 0                 | 0        | 0      | 0           | 0          |
| K. Günther    | 7          | 0          | 0           | 0          | 0                 | 0                 | 0                 | 0                 | 7        | 0      | 0           | 0          |
| H. Heeren     | 8          | 2          | 0           | 0          | 0                 | 0                 | 0                 | 0                 | 8        | 2      | 0           | 0          |
| F. Heidkamp   | 30         | 1          | 0           | 0          | 1                 | 0                 | 0                 | 0                 | 31       | 1      | 0           | 0          |
| S. Held       | 33         | 4          | 0           | 0          | 2                 | 1                 | 0                 | 0                 | 35       | 5      | 0           | 0          |
| A. Kohlhäufl  | 22         | 1          | 0           | 0          | 1                 | 0                 | 0                 | 0                 | 23       | 1      | 0           | 0          |
| H. Kurrat     | 22         | 1          | 0           | 0          | 2                 | 0                 | 0                 | 0                 | 24       | 1      | 0           | 0          |
| W. Neuberger  | 31         | 7          | 0           | 0          | 2                 | 1                 | 0                 | 0                 | 33       | 8      | 0           | 0          |
| W. Paul       | 10         | 0          | 0           | 0          | 0                 | 0                 | 0                 | 0                 | 10       | 0      | 0           | 0          |
| G. Peehs      | 30         | 0          | 0           | 0          | 2                 | 1                 | 0                 | 0                 | 32       | 1      | 0           | 0          |
| I. Peter      | 0          | 0          | 0           | 0          | 0                 | 0                 | 0                 | 0                 | 0        | 0      | 0           | 0          |
| B. Rašović    | 15         | 0          | 0           | 0          | 1                 | 0                 | 0                 | 0                 | 16       | 0      | 0           | 0          |
| T. Rieländer  | 4          | 0          | 0           | 0          | 0                 | 0                 | 0                 | 0                 | 4        | 0      | 0           | 0          |
| M. Ritschel   | 0          | 0          | 0           | 0          | 1                 | 0                 | 0                 | 0                 | 1        | 0      | 0           | 0          |
| J. Rynio      | 27         | 0          | 0           | 0          | 2                 | 0                 | 0                 | 0                 | 29       | 0      | 0           | 0          |
| J. Schütz     | 22         | 8          | 0           | 0          | 2                 | 0                 | 0                 | 0                 | 24       | 8      | 0           | 0          |
| W. Sturm      | 17         | 0          | 0           | 0          | 2                 | 0                 | 0                 | 0                 | 19       | 0      | 0           | 0          |
| H. Trimhold   | 22         | 2          | 0           | 0          | 2                 | 0                 | 0                 | 0                 | 24       | 2      | 0           | 0          |
| D. Weinkauff  | 0          | 0          | 0           | 0          | 1                 | 0                 | 0                 | 0                 | 1        | 0      | 0           | 0          |
| W. Weist      | 32         | 20         | 0           | 0          | 1                 | 0                 | 0                 | 0                 | 33       | 20     | 0           | 0          |
| R. Wosab      | 29         | 9          | 0           | 0          | 2                 | 0                 | 0                 | 0                 | 31       | 9      | 0           | 0          |